# Peter-Michael Haeberer
Peter-Michael Haeberer (* 5. April 1945 in Berlin) war von 2001 bis 2011 Direktor des Landeskriminalamts Berlin.

## Leben
Haeberer studierte Anglistik an der Freien Universität Berlin, bevor er 1971 in den höheren Dienst der Berliner Kriminalpolizei eintrat. Seit dem Ausscheiden seines Vorgängers Hans-Ulrich Voß hatte er die Leitung des LKA bereits kommissarisch wahrgenommen, bevor er am 13. Februar 2002 das Amt übernahm. Zuvor war Haeberer Leiter des polizeilichen Staatsschutz im LKA.
Sein Nachfolger wurde 2011 der Leitende Kriminaldirektor Christian Steiof.
Haeberer ist verheiratet.